# أمعائيات
الأَمْعَائِيَّاتُ أو البكتيريا المعوية (الاسم العلمي: Enterobacteriaceae) هي فصيلة من البكتيريا تتبع رتبة الأمعائيات من طائفة متقلبات غاما.
وهي عائلة كبيرة من البكتيريا سلبية الغرام. تتضمن العديد من البكتيريا غير المؤذية والمتعايشة الكثير من مسببات الأمراض مثل السلمونيلا واليرسينية الطاعونية والإشريكية القولونية والشيغيلا. تشمل هذه العائلة مسببات أخرى للأمراض كالمُتَقَلِّبَة والأمعائية والسِّرَّاتِيَّة.
هذه العائلة هي الممثل الوحيد في رتبة المعويات عرقياً في الأمعائيات هناك أنواع ليست رسمية ومن أمثلة هذه الأنواع نجد البوشنرية والويغلزوورثية والبلوتشمانيا. يشار إليها بالأمعائيات لكون العديد من أعضائها يعيش في أمعاء الحيوانات وليس نسبة لجنس الأمعائية.

## الخصائص
أعضاء عائلة الأمعائيات عُصَيَّات عموماً 1-5 ميكرومتر في الطول. سلبية الغرام مثل غيرها من المتقلبات، وهي لاهوائية اختيارياً تخمر السكر لإنتاج الحمض اللبني ومنتجات نهائية مختلف أخرى.

## أجناس
- الأمعائية	وهو الجنس النموذجي لهذه الفصيلة.
- الشيغيلا (بالإنجليزية: Shigella)
- أليشيوانيلا (بالإنجليزية: Alishewanella)
- (بالإنجليزية: Alterococcus)
- (بالإنجليزية: Aquamonas)
- (بالإنجليزية: Aranicola)
- (بالإنجليزية: Arsenophonus)
- (بالإنجليزية: Azotivirga)
- بلوتشمانيا (بالإنجليزية: Blochmannia)
- برينرية (بالإنجليزية: Brenneria)
- بوشنرية (بالإنجليزية: Buchnera)
- بودفيسية (بالإنجليزية: Budvicia)
- بوتيويلا أو بوتيوكسيلة (بالإنجليزية: Buttiauxella)
- سيديسية (بالإنجليزية: Cedecea)
- ليمونية أو سيتروبكتر (بالإنجليزية: Citrobacter)
- كرونوسية (بالإنجليزية: Cronobacter)
- ديكيا أو ديكيلا (بالإنجليزية: Dickeya)
- إدواردزيلا(بالإنجليزية: Edwardsiella)
- أمعائية (بالإنجليزية: Enterobacter)
- إروينية (بالإنجليزية: Erwinia)
- الإِشْريكِيَّة (بالإنجليزية: Escherichia)
- يوينغيلا (بالإنجليزية: Ewingella)
- (بالإنجليزية: Grimontella)
- الأَمْعائِيَّةُ الهافنِيَّة أو هافنية (بالإنجليزية: Hafnia)
- كليبسيللا (بالإنجليزية: Klebsiella)
- كلايفرا (بالإنجليزية: Kluyvera)
- لوكليرسية (بالإنجليزية: Leclercia)
- لومينوريلا (بالإنجليزية: Leminorella)
- مولريلا (بالإنجليزية: Moellerella)
- مورغانيلا (بالإنجليزية: Morganella)
- البادِنَة (بالإنجليزية: Obesumbacterium)
- (بالإنجليزية: Pantoea)
- (بالإنجليزية: Pectobacterium) أنظر إروينية
- (بالإنجليزية: Phlomobacter)
- (بالإنجليزية: Photorhabdus)
- القَوْرَبِيَّة(بالإنجليزية: Plesiomonas)
- براغية (بالإنجليزية: Pragia)
- المُتَقَلِّبَة (بالإنجليزية: Proteus) (المعجم الطبي الموحد)
- (بالإنجليزية: Providencia)
- الرَّانِيلَّة أو رانيلا (بالإنجليزية: Rahnella)
- راوولتيلا (بالإنجليزية: Raoultella)
- سلمونيلا (بالإنجليزية: Salmonella)
- سمسونية (بالإنجليزية: Samsonia)
- السِّرَّاتِيَّة (بالإنجليزية: Serratia)
- (بالإنجليزية: Sodalis)
- تاتوميلا (بالإنجليزية: Tatumella)
- طرابلسيلا (بالإنجليزية: Trabulsiella)
- ويغلزوورثية (بالإنجليزية: Wigglesworthia)
- (بالإنجليزية: Xenorhabdus)
- اليَرْسَنِيَّة (بالإنجليزية: Yersinia)
- يوكينيلا (بالإنجليزية: Yokenella)